# Golfo de Lhûn
El Golfo de Lhûn es un lugar ficticio del legendarium del escritor J. R. R. Tolkien. Es un golfo situado entre las Ered Luin, y en el que desemboca el Río Lhûn, de ahí su nombre. Dividía la región de Lindon en dos partes: Forlindon (al norte) y Harlindon (al sur). 
Se formó tras la Guerra de la Cólera, que tan brutal fue, que hizo temblar la Tierra Media y la mayor parte de Beleriand quedó hundida en las aguas del Belegaer. En Ossiriand, las Ered Luin se quebraron, y la tierra se fracturó, formando una gran hendidura hacia el mar por la que entró el agua, formando el Golfo de Lhûn. Las tierras de alrededor fueron las únicas de Beleriand que permanecieron a salvo de las aguas y fueron conocidas como Lindon.
En el golfo se encontraban los puertos élficos de Harlond, Forlond y Mithlond.